# Piramida Luwru

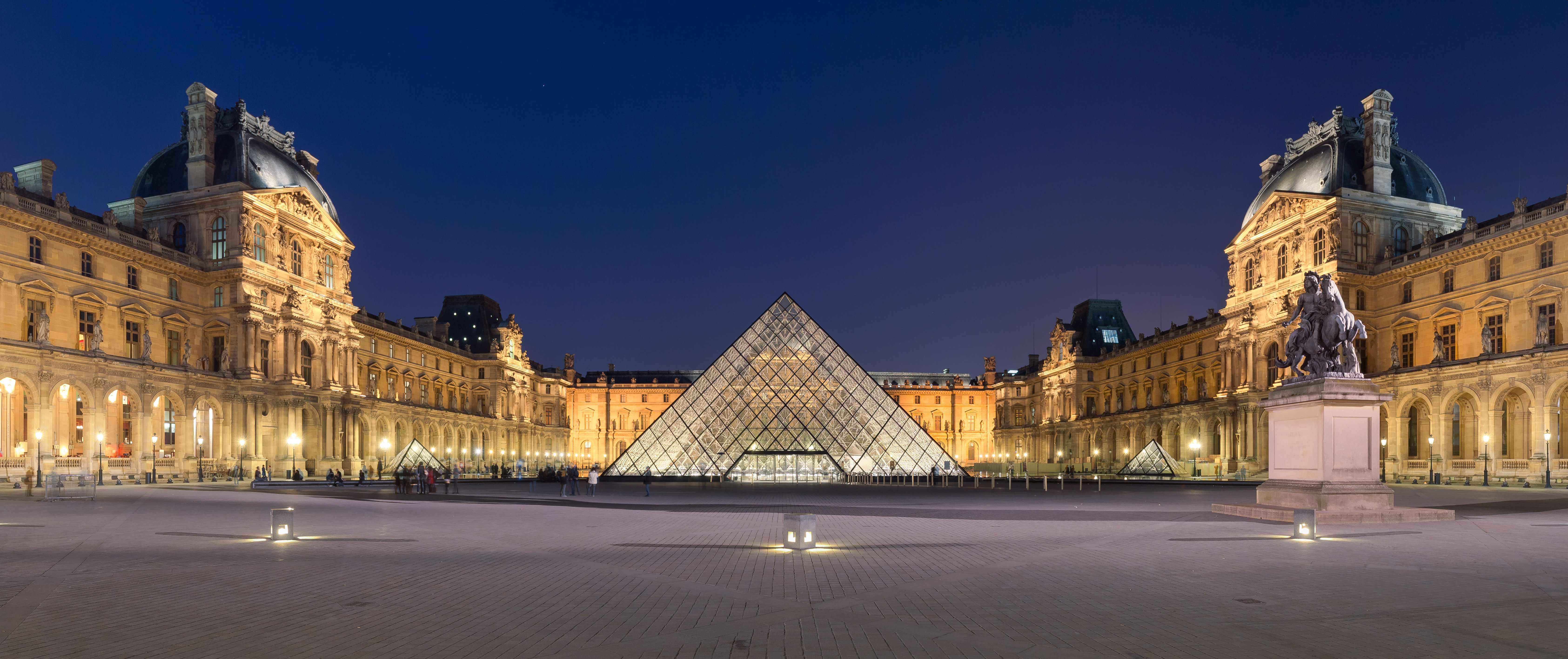
Piramida na tle Luwru

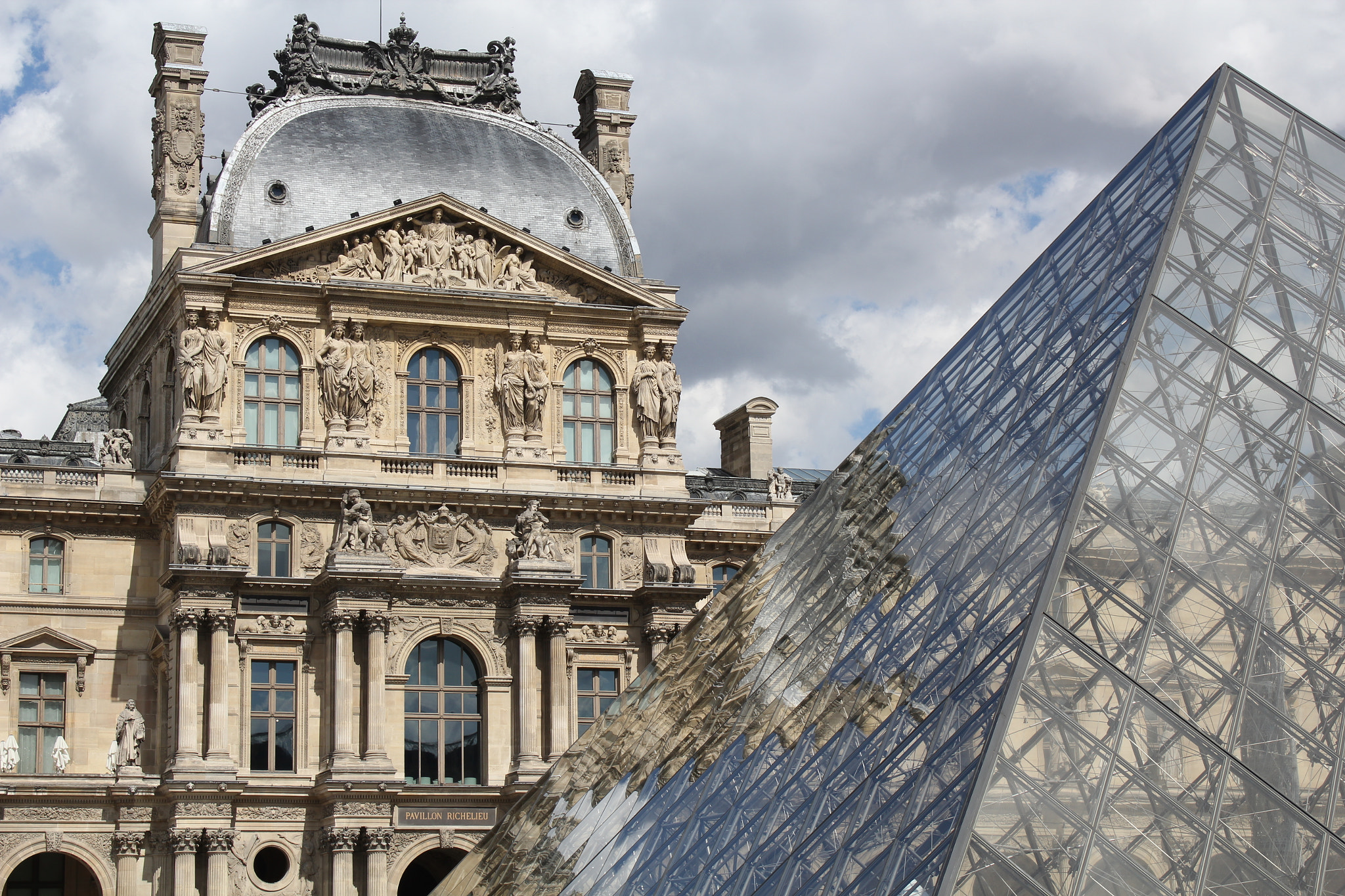
Piramida Luwru, kontrast form architektonicznych

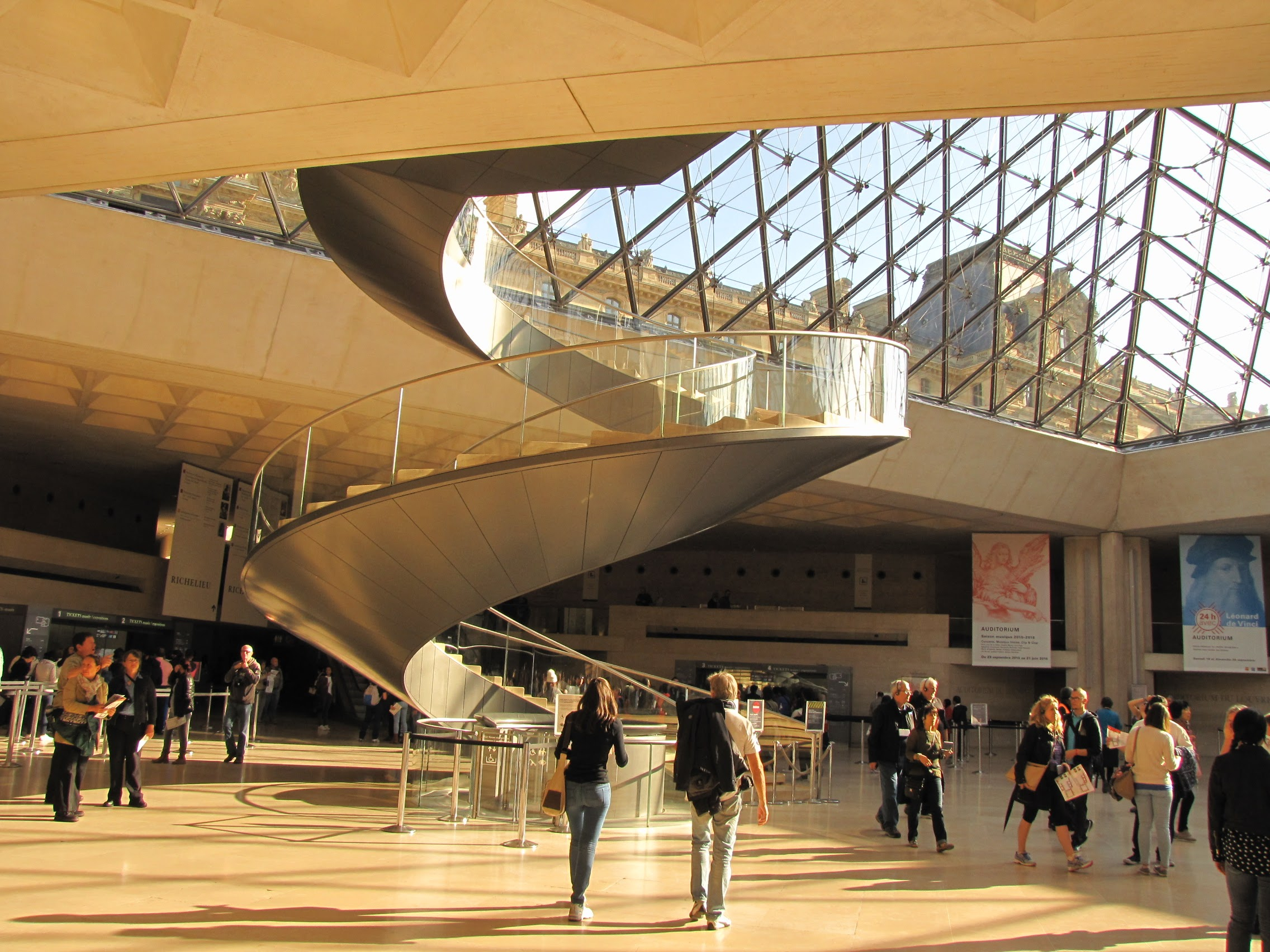
Piramida Luwru od wewnątrz

Piramida Luwru – konstrukcja ze stali i szkła, znajdująca się na dziedzińcu Luwru w Paryżu.
Budynek zapisał się w historii świata jako arcydzieło architektury nowoczesnej XX wieku.
Pomysłodawcą powstania piramidy był prezydent Francji François Mitterrand. Projekt konstrukcji wykonał Ieoh Ming Pei. Jej budowa została ukończona w 1989 roku. Piramida ma 21,65 m wysokości, a bok podstawy ma 35,42 m. W piramidzie znajdują się 603 tafle szklane o kształcie rombu i 70 tafli trójkątnych, co daje łącznie 673 elementy. Informacja o rzekomej liczbie 666 jest błędna i pochodzi jeszcze z lat 80 (media cytowały tę liczbę podczas budowy). Wykorzystał ją Dan Brown w powieści Kod Leonarda da Vinci. Nachylenie ścian wynosi 51° (wzorem proporcji była piramida Cheopsa, której nachylenie wynosi 51°50′). Cała konstrukcja waży 180 ton.
Pod piramidą znajduje się główny hall wejściowy do muzeum, z którego prowadzą trzy podziemne ścieżki do poszczególnych skrzydeł pałacu. Półpiętro każdej z nich zadaszone jest dodatkową małą piramidką.